# كيفن أكرمان
كيفن أكرمان (بالسويدية: Kevin Ackermann)‏ هو لاعب كرة قدم سويدي في مركز الوسط، ولد في 24 مايو 2001 في السويد. شارك مع منتخب السويد تحت 17 سنة لكرة القدم. أما مع النوادي، فقد لعب مع نادي هكن.

## وصلات خارجية
- كيفن أكرمان على موقع اتحاد السويد (السويدية)
- كيفن أكرمان على موقع قاعدة بيانات كرة القدم.إي يو (الإنجليزية)
- كيفن أكرمان على موقع ناشيونال فوتبول تيمز (الإنجليزية)
- كيفن أكرمان على موقع Soccerway.com (الإنجليزية)